# Harrisburg
Pour les articles homonymes, voir Harrisburg (homonymie).
Harrisburg (/ˈhæ.ɹɪs.ˌbɝɡ/ ; en allemand de Pennsylvanie : Harrisbarig) est une ville américaine, capitale du Commonwealth de Pennsylvanie et siège du comté du Dauphin. Elle a joué un rôle majeur dans l'histoire du pays, notamment durant la migration vers l'ouest, la guerre de Sécession et la révolution industrielle. La municipalité ne regroupe que 49 528 habitants (2010) mais est la ville-centre de la quatrième aire urbaine de l'État, avec plus de 500 000 habitants.

## Histoire
Le site qu'occupe la ville actuelle de Harrisburg, le long de la rivière Susquehanna, semble avoir été occupé par les Amérindiens dès 3 000 ans av. J.-C. Connue par les Amérindiens comme « Peixtin », ou « Paxtang », la région était un important lieu de repos et un carrefour pour les commerçants indiens d'Amérique, comme les sentiers menant de la Delaware dans la rivière Ohio et du Potomac à la Susquehanna supérieure qui se regroupaient là. Le premier contact entre Européens et Amérindiens en Pennsylvanie est l’œuvre du capitaine britannique John Smith, qui a voyagé de la Virginie jusqu'à la rivière Susquehanna en 1608 et a visité les Susquehanna. En 1719, le marchand anglais John Harris Sr. s'installa sur le site de l'actuelle Harrisburg et acquit 14 ans plus tard 800 acres (3,2 km2) dans les environs. En 1733, Harris a obtenu une licence pour exploiter un ferry, et l'endroit était connu depuis longtemps par la suite comme Harris Ferry. Durant la guerre de Sept Ans, un fortin militaire nommée Fort Hunter (en) fut construit pour contrer des attaques franco-indiennes venant de Fort Duquesne. En 1785, John Harris Jr. décida d'installer une ville sur les terres de son père et la baptisa Harrisburg. La municipalité de Harrisburg fut constituée en 1791. La ville fut choisie comme la capitale du Commonwealth de Pennsylvanie en octobre 1812.
Au cours du XIXe siècle, Harrisburg devint le centre d'un important trafic ferroviaire et des industries (acier et fer) se développèrent autour de la ville. Durant la guerre de Sécession, Harrisburg abrita un important camp d'entraînement de l'armée nordiste. Des dizaines de milliers de soldats passèrent par le Camp Curtin. Étant un nœud ferroviaire important, la ville fut un lien vital entre la côte atlantique et les États du Midwest. Pour ces raisons, Harrisburg fut la cible de l'armée de Virginie du Nord du général Lee à deux reprises.
En juin 1972, la ville fut frappée par d'importantes inondations dues aux restes de l'ouragan Agnes. Le 28 mars 1979, la ville fut également le cadre de l'accident nucléaire de la centrale de Three Mile Island, située à une quinzaine de kilomètres au sud de la ville sur la rivière Susquehanna, dont le second réacteur a en partie fondu.
Touché de plein fouet par un endettement massif, le conseil municipal a voté en octobre 2011 pour déclarer la ville en cessation de paiements.

## Géographie

### Topographie
Harrisburg est située dans la vallée de Susquehanna, une région agricole riche et fertile du centre-sud de l'État de Pennsylvanie, en périphérie de la Megalopolis (BosWash).
La ville de Harrisburg se situe au bord de la rivière Susquehanna, à 175 km de Philadelphie, à 195 km de Washington, DC et à 250 km de New York. Cette dernière représente la limite occidentale de la ville. Elle sert également de frontière entre les comtés de Dauphin et de Cumberland.

### Climat
| Mois                              | jan. | fév. | mars | avril | mai | juin | jui. | août | sep. | oct. | nov. | déc. | année |
| --------------------------------- | ---- | ---- | ---- | ----- | --- | ---- | ---- | ---- | ---- | ---- | ---- | ---- | ----- |
| Température minimale moyenne (°C) | −5   | −4   | 0    | 5     | 10  | 16   | 18   | 17   | 13   | 7    | 2    | −3   | 6     |
| Température maximale moyenne (°C) | 2    | 4    | 10   | 16    | 22  | 27   | 30   | 28   | 24   | 18   | 11   | 5    | 16    |
| Précipitations (mm)               | 71   | 71   | 84   | 81    | 104 | 84   | 84   | 84   | 81   | 71   | 84   | 81   | 990   |

## Démographie
| Groupe            | Harrisburg | Pennsylvanie | États-Unis |
| ----------------- | ---------- | ------------ | ---------- |
| Afro-Américains   | 52,4       | 10,9         | 12,6       |
| Blancs            | 30,7       | 81,9         | 72,4       |
| Asiatiques        | 3,5        | 2,8          | 4,8        |
| Métis             | 5,1        | 1,9          | 2,9        |
| Autres            | 7,8        | 2,4          | 6,2        |
| Amérindiens       | 0,5        | 0,2          | 0,9        |
| Total             | 100        | 100          | 100        |
|                   |            |              |            |
| Latino-Américains | 18,1       | 5,7          | 16,7       |

En 2010, la population asio-américaine est majoritairement (43 %) composée de Viêtnamo-Américains, alors que la population latino est à 64 % portoricaine.
Selon l’American Community Survey, pour la période 2011-2015, 79,78 % de la population âgée de plus de 5 ans déclare parler l’anglais à la maison, 12,76 % déclare parler l’espagnol, 1,58 % le vietnamien, 0,94 % le français, 0,63 % une langue chinoise, 0,49 % l’arabe et 3,83 % une autre langue.

## Culture
Les principaux espaces culturels de la ville sont :
- le National Civil War Museum, situé à Reservoir Park ;
- le Pennsylvania State Farm Show Arena, l'un des centres d'exposition les plus importants de la côte est ;
- le Pennsylvania State Capitol Complex ;
- le State Museum of Pennsylvania ;
- le Whitaker Center for Science and the Arts.

### Monuments

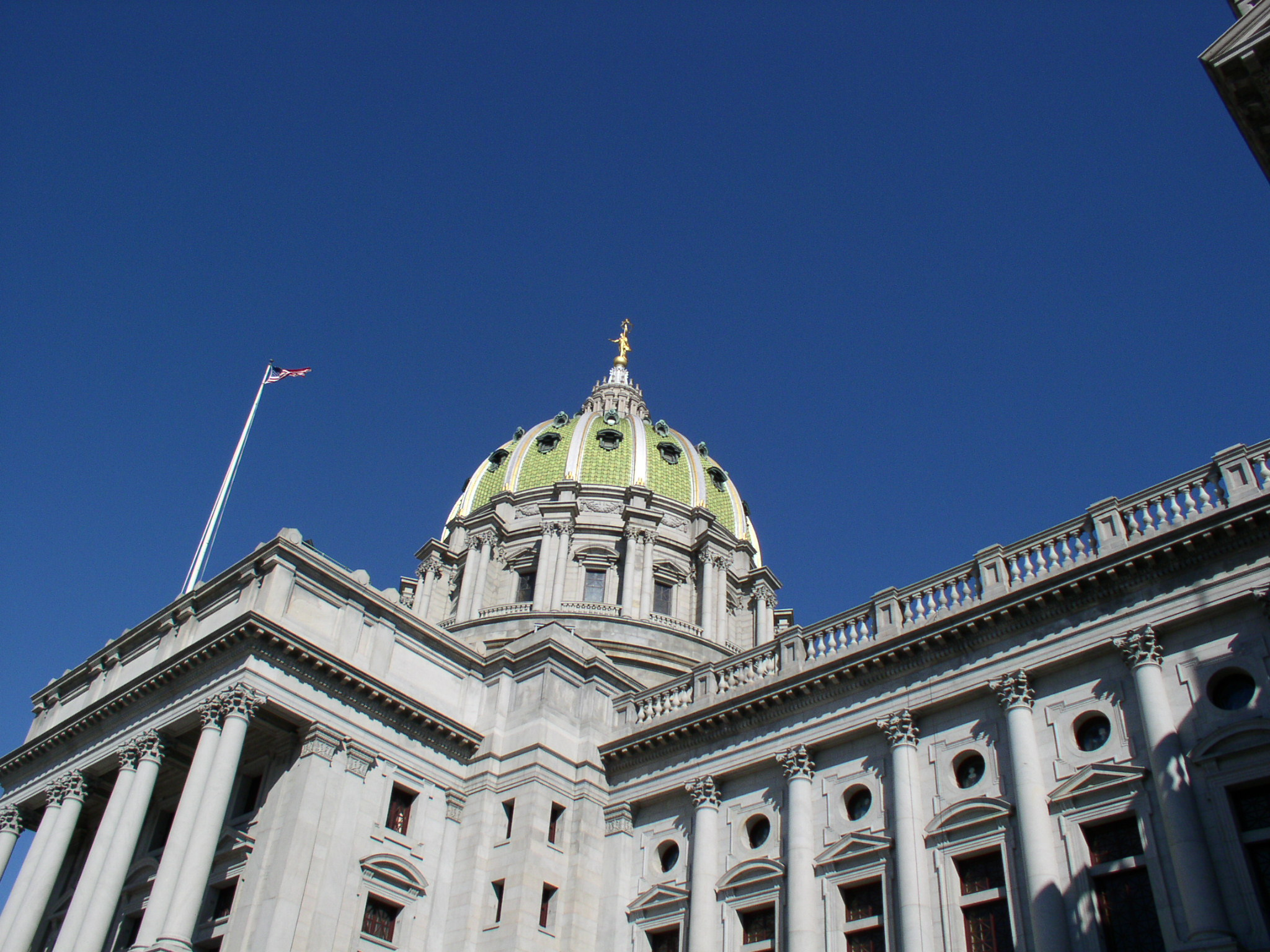
Le capitole de l'État de Pennsylvanie.

En tant que capitale de l’État de Pennsylvanie, Harrisburg possède son capitole. Construit entre 1901 et 1906, son dôme central s'élève à une hauteur de 83 m. Il a été construit selon un style Renaissance classique par l'architecte Joseph M. Huston, qui a sans doute été inspiré par la basilique Saint-Pierre de Rome (Vatican).
La cathédrale Saint-Patrick, érigée au tout début du XXe siècle, prend comme modèle les basiliques baroques romaines. Elle est inscrite au Registre national des lieux historiques en 1976.

## Politique
La municipalité possède un système de maire fort depuis 1970, qui sépare les pouvoirs exécutif et législatif. Le mandat du maire dure quatre ans et peut être renouvelé sans limite. Depuis le 6 janvier 2014, le maire est le démocrate Eric Papenfuse, qui a succédé à Linda D. Thompson, la première femme maire de la ville. Il est assisté par sept conseillers municipaux et par le City Treasurer et le City Controller élus par les habitants de la ville.
Le Dr Martin Luther King, Jr. City Government Center, sert de centre administratif principal pour la ville. Le Dauphin County Government Complex regroupe les bureaux du comté de Dauphin.
Le Pennsylvania State Capitol Complex regroupe l'essentiel de l'administration de l'État et est un important centre gouvernemental et politique aux niveaux régional et national. Quelques services occupent des annexes, toutes situées dans la ville.
Le Ronald Reagan Federal Building and Courthouse, situé lui aussi dans le centre-ville, est occupé par les bureaux de l'Administration des services généraux et par la cour fédérale de district pour l'État de Pennsylvanie.

## Transport
L'aéroport international de Harrisburg est situé 15 km (9 miles) au sud-est de la ville.

## Personnalités
- Jean Shiley (1911-1998), championne olympique du saut en hauteur à Los Angeles, en 1932, est née à Harrisburg.
- Newt Gingrich (1943-), homme politique américain.